# Benedikt von Tscharner
Benedikt von Tscharner (* 18. Juli 1937 in Trub, Kanton Bern; † 12. November 2019 in Genf) war ein Schweizer Diplomat und Publizist.

## Leben
Er entstammte der Berner Patrizierfamilie von Tscharner. Nach dem Besuch der Schulen in Lützelflüh und Burgdorf machte er seine Matura in Basel. Er studierte anschliessend Rechtswissenschaften an der Universität Basel. 1961 wurde er mit einem Thema zum Völkerrecht promoviert.
1959/1960 war er Zentralsekretär der Schweizerischen Europa-Union. Nach einer kurzen Tätigkeit im Anwaltsbüro Raymond Vernet & Charles Pictet in Genf wechselte er 1963 zum Eidgenössischen Politischen Departement (EPD). 1963/1964 war er Attaché der Schweizerischen Delegation in Berlin. 1964 wurde er wissenschaftlicher Mitarbeiter der Handelsabteilung des Eidgenössischen Volkswirtschaftsdepartements (EVD) und begleitete die GATT-Verhandlungen («Kennedy-Runde») in Genf. 1967 wurde er Botschaftssekretär der Schweizerischen Mission bei den Europäischen Gemeinschaften (EG) in Brüssel, und 1970 wechselte er als Chef des Integrationsbüros EPD/EVD nach Bern, wo er die Verhandlungen über Freihandelsabkommen Schweiz – EG verantwortete. 1973 bis 1975 war er Botschaftsrat für wirtschaftliche und soziale Angelegenheiten der Schweizerischen Botschaft in London.
1976 wurde von Tscharner bevollmächtigter Minister im Bundesamt für Aussenwirtschaft (BAWI/EVD) und war ab 1980 Delegierter des Bundesrates für Handelsverträge. Er war u. a. für internationale Energiefragen zuständig wie auch für Wirtschaftsbeziehungen mit den Ländern des Mittleren Ostens und den Staatshandelsländern. Nach einer kurzen Tätigkeit 1985/1986 als Generalkommissar der XXV. Internationalen Rotkreuz- und Rothalbmond-Konferenz wurde er 1987 als Botschafter Chef der Schweizerischen Mission bei den EG in Brüssel zur Zeit der schweizerischen Verhandlungen über den Europäischen Wirtschaftsraum (EWR). 1993 wechselte er als Ständiger Vertreter der Schweiz bei den internationalen Organisationen und Delegationschef bei der Organisation für Sicherheit und Zusammenarbeit in Europa (OSZE) nach Wien (Vorsitz der Schweiz 1996).
Von 1997 bis 2002 war von Tscharner Schweizer Botschafter in Frankreich.
Von 2002 bis 2013 war er Präsident der Stiftung für die Geschichte der Auslandschweizer (Museum Schloss Penthes, Pregny). Von 2014 bis 2017 war er Präsident der Vereinigung «Die Schweiz in Europa»; danach Ehrenpräsident. Ab 2005 war er Mitglied des Stiftungsrates der Fondation 1792, welche die freundschaftliche Verbindung zwischen Frankreich und der Schweiz fördert und pflegt.
Benedikt von Tscharner war Autor mehrerer Kurzbiographien von Schweizern in der Welt.

## Ehrungen und Auszeichnungen
- 2005 Französischer Orden der Ehrenlegion.

## Schriften (Auswahl)
- Aussenwirtschaft und Aussenwirtschaftspolitik der Schweiz. Zürcher Handelskammer / Waser Zürich, 1984.
- CH – CD Schweizer Diplomatie heute. Schulthess Polygraphischer Verlag Zürich, 1993.
- Quelle Europe – Quelle Suisse? Fondation Jean Monnet pour l’Europe, Lausanne 1989.
- Profession Ambassadeur – Diplomate suisse en France. Cabédita, Yens-sur-Morges 2002.
- Johann Konrad Kern. Staatsmann und Diplomat. Éditions de Penthes, Pregny-Chambésy 2006 (auch französisch).
- Giuseppe Motta – Schweizer Staatsmann, Éditions de Penthes, Pregny-Chambésy 2007 (auch italienisch und französisch).
- Albert Gallatin – Ein Genfer im Dienste der Vereinigten Staaten von Amerika. Éditions de Penthes, Pregny-Chambésy 2008 (auch französisch und englisch).
- Soldaten – Vielfalt der Schicksale in Geschichte und Gegenwart. Éditions de Penthes, Pregny-Chambésy 2010 (auch französisch).
- Frauen – Vielfalt der Schicksale in Geschichte und Gegenwart. Éditions de Penthes, Pregny-Chambésy 2010 (auch französisch).
- Inter Gentes – Staatsmänner, Diplomaten, politische Denker. Éditions de Penthes, Pregny-Chambésy 2012 (auch französisch und englisch).
- Schweizer Europa-Brevier. Wieviel Europa braucht die Schweiz? 2017, ISBN 978-3-9523747-8-8.